# Perekrёstok
Perekrёstok (Перекрёсток) è un film del 1998 diretto da Dmitrij Astrachan.

## Trama
Il film racconta di una rock band di successo che tutti hanno dimenticato. E improvvisamente il solista Alik incontra il suo vecchio amico Miša, che lo invita ad andare in America per organizzare dei concerti lì. Ma il problema è che Alik è divorziato e l'ambasciata non rilascia tali visti. Miša invita Alik a trovare una moglie.